# Бескид, Антоний Григорьевич
Анто́ний (Антон) Григо́рьевич Бески́д (словац. Antonij Grigorievič Beskid, венг. Beszkid Antal; 20 декабря 1855, Ганиговцы, Королевство Венгрия — 16 июня 1933, Ужгород, Чехословакия) — русинский политический и государственный деятель Австро-Венгрии и первой Чехословацкой Республики, юрист.

## Биография
Происходил из семьи известных грекокатолических священников и русинских патриотов. Его дед Михаил Бескид (1796—1879) был этнографом, публицистом и соратником национальных будителей XIX века Александра Духновича и Адольфа Добрянского; его отец, Григорий (Георгий) Бескид (1829—1892), был фольклористом и историком.
Родился 20 декабря 1855 года в Ганиговцах (ныне район Сабинов, Словакия), был одним из девяти детей в семье. Среднее образование получал в Левоче, Прешове и Ужгороде. С 1874 года учился в академии в Прешове, окончил обучение в Будапеште в 1879 году, получив степень доктора римского и церковного права.
С 1883 по 1885 был адвокатом в Кежмароке, потом до 1906 года работал адвокатом в Спишской Старой Веси, с 1906 по 1910 годы — юрисконсульт греко-католической епархии в Прешове.
Политическую карьеру начал с избрания депутатом венгерского парламента от оппозиционной Народной католической партии (представлял Спищину в 1910—1918 годах). Находясь на этом посту, Бескид тесно сотрудничал со словацкими коллегами-депутатами, поддерживал строительство железной дороги через Прешовщину и Лемковщину для преодоления изолированности этих областей и выступал с протестами против антиправославного Марамош-Сигетского процесса (1913—1914).
После распада Австро-Венгрии Антоний Бескид занял прочехословацкую политическую ориентацию, создал в ноябре 1918 года Прешовскую народную раду и вместе с галицкими русофилами Андреем Гагатко и Димитрием Вислоцким успешно нейтрализовал влияние проукраинской политической группировки на Прешовщине, возглавлявшейся Емельяном Невицким. 21 декабря 1918 года члены «Русской рады лемков» объединились с группой Антония Бескида и создали «Карпато-русскую народную раду» в Прешове.
Эта группа сначала рассчитывала на присоединение Карпатской Руси к России, но впоследствии открыто выступила за присоединение населённых русинами земель к Чехословакии. В январе 1919 года Бескид был включён в состав чехословацкой делегации на Парижской мирной конференции. К этому времени президент Томаш Масарик не только пообещал словакам комитаты западнее Ужгорода и часть комитата Унг, в которых проживало около 90 тысяч русинов, но и добился от союзников согласия на оккупацию этой территории, включая город Ужгород, чехословацкими войсками. Попытка добиться создания единой автономной Карпатской Руси успехом не увенчалась. По Сен-Жерменскому мирному договору 1919 года Северная Буковина перешла к Румынии, по Трианонскому договору 1920 года Закарпатье вошло в состав Чехословакии.
В мае 1919 года Бескид был избран (in absentia) председателем Центральной русской народной рады. После октября он остался председателем русофильской фракции этого органа.
Бескид рассчитывал стать доминирующей политической фигурой на Подкарпатской Руси, но чехословацкое правительство сначала проявляло благосклонность к Григорию Жатковичу. В мае 1919 года Бескид основывает «Русскую народную партию» в Прешове, которая критически относилась к местной словацкой администрации и выдвигала требование немедленного объединения русинов Словакии с подкарпатскими русинами. В конце этого же года Бескид совершил пропагандистскую поездку по США, посетив эмигрантские общины русинов. При их поддержке он основал в 1920 году «Русский народный банк» в Ужгороде и был его директором вплоть до объединения последнего с «Подкарпатским банком» в 1925 году.
В течение первых лет после Первой мировой войны Антоний Бескид был особенно активным в культурной деятельности русофильского направления как основатель и председатель (1920) общества «Школьная помощь» и директор-основатель Общества имени А. Духновича.
В 1923 году Бескид пошёл на уступки чехословацкому правительству и согласился ослабить критику по отношению к власти, а также покинул пост председателя оппозиционной «Русской народной партии». За это он был назначен вторым (после Жатковича) губернатором Подкарпатской Руси и оставался им на протяжении десятилетия, вплоть до самой смерти. Эта должность была фактически номинальной, без всякого политического влияния; изменить ситуацию Бескид и не пытался. В эти годы он продолжал поддерживать русофильскую ориентацию и Общество им. А. Духновича. В 1932 году он написал Масарику меморандум о предоставлении автономии, как это было в Сен-Жерменском мирном договоре, однако вплоть до 1938 года автономия реализована не была.